# Oleg Lundstrem

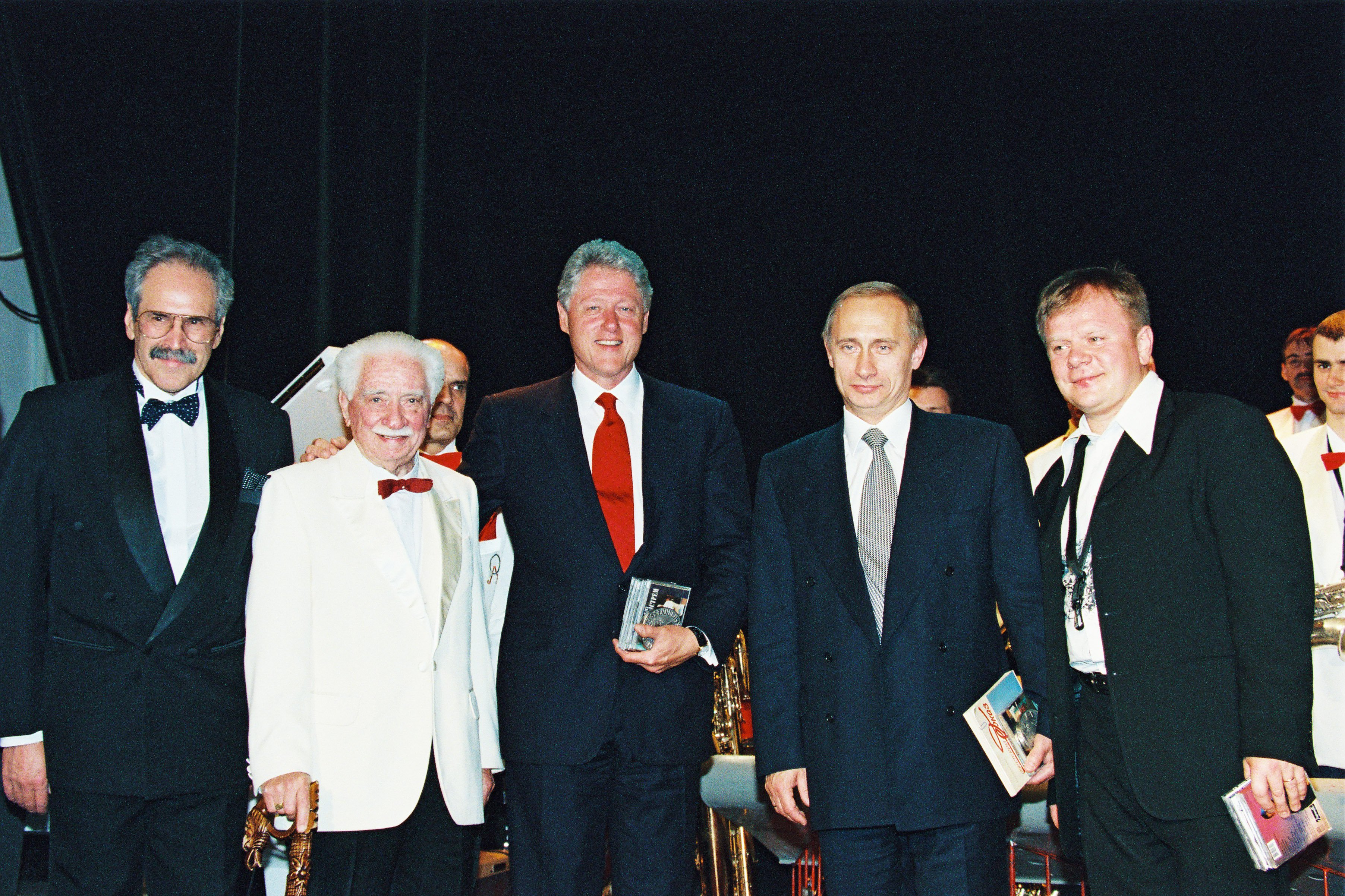
Oleg Lundstrem

Oleg Leonidovitj Lundstrem, även Oleg Lundström (ryska: Олег Леонидович Лундстрем), född 2 april 1916 i Tjita, död 14 oktober 2005 nära Moskva, var en sovjetisk och rysk jazzkompositör och dirigent för Oleg Lundstrems orkester, en framstående jazzgrupp under sovjettiden. 
Lundstrem föddes i en musikalisk familj i Tjita år 1916. Han flyttade tillsammans med sina föräldrar till Harbin, Kina vid fem års ålder. År 1936 flyttade han till Shanghai där han grundade en jazzorkester som genast blev populär bland publiken.
Under andra världskriget återvände han till Sovjetunionen och bosatte sig i Kazan, där han arbetade som violinist vid opera- och baletteatern. År 1956 blev han art director och dirigent för en jazzorkester. Han ledde jazzorkestern till slutet av sitt liv.
År 1994 utsåg Guinness rekordbok Lundstrems band till den äldsta fortfarande aktiva jazzgruppen i världen. År 1998 fick han ryska federationens statspris. Han dog vid 89 års ålder av naturliga orsaker i närheten av Moskva.
Hans farfar kom från Norrbotten i Sverige och hette Franz Lundström.
Hans brorson, Leonid Lundstrem, är klassisk violinist och ledare för pianotrion Lundstremtrion.